# Автомат шаховий

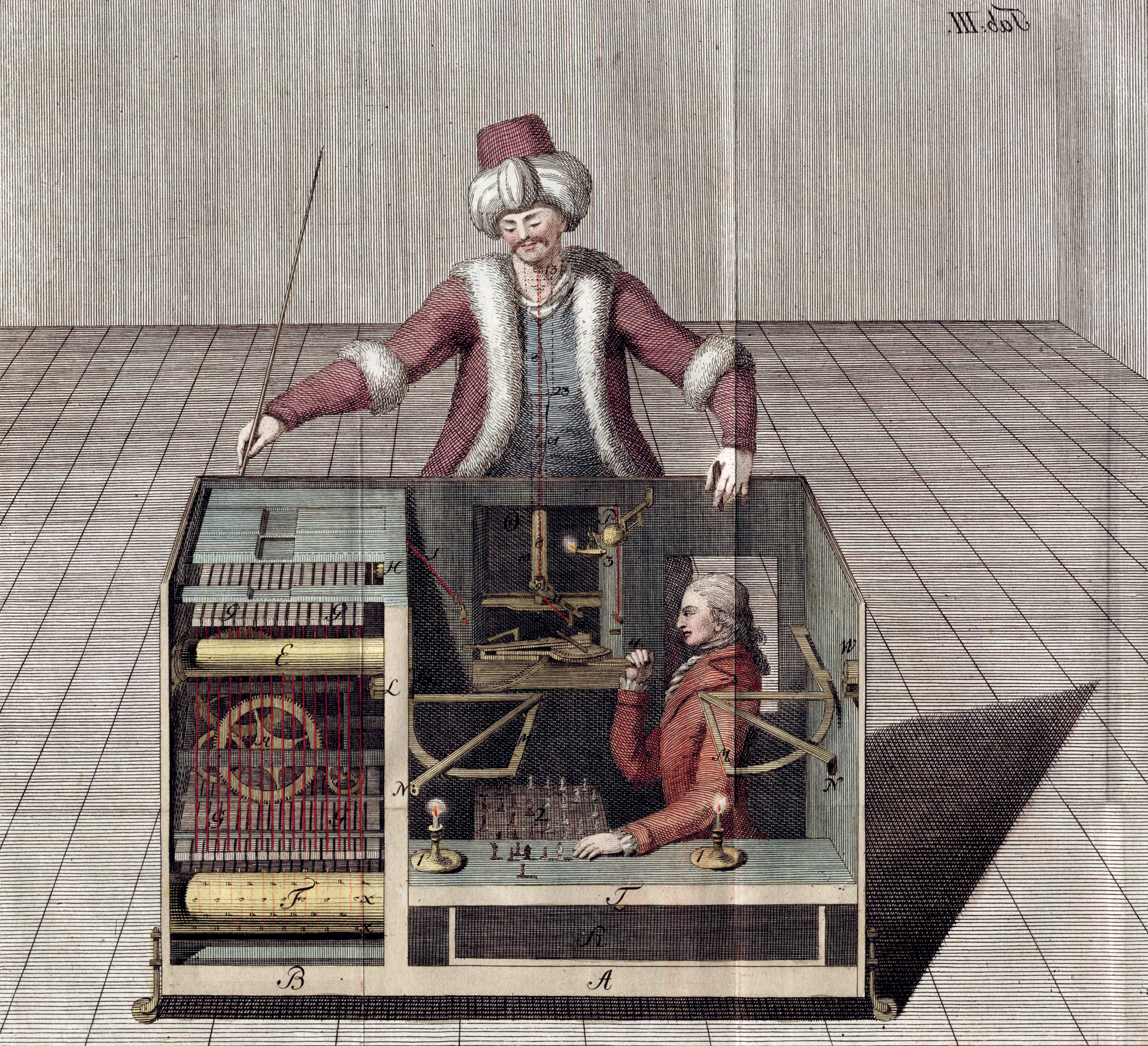
Шаховий автомат

Шаховий автомат — загальна назва «ілюзійних» пристроїв, у яких партію грає прихований від публіки шахіст. 
Вперше шаховий автомат сконструював угорський винахідник і механік радник австрійської імперіатриці Марії-Терезії Фаркаш (Вольфганг) Кемпелен та продемонстрував у Відні у 1769 році. Той шаховий автомат уявляв з себе виконану у натуральний розмір воскову фігуру «турка», що сидів за дерев'яною шухлядою з щахівницею. Перед початком демонстрації дверцята шухляди відчинялися, та публіці демонструвався складний механізм з різноманітними вузлами та деталями. Потім дверцята зачинялися, механізм заводили ключем та розпочиналася гра, яку за шаховий автомат вів схований у середині за системою дзеркал розставлених під певним кутом і маскувальними перегородками сильний шахіст. 
У 1770—73 Кемпелен демонстрував шаховий автомат у Відні та Пожоні (нині Братислава), 1783—84 — у Парижі, Лондоні, Берліні, Лейпцизі, Дрездені та інших містах. Автомат грав дуже успішно, виграючі більшість партій. У Парижі він програв декілька партій сильним шахістам у томи числі й Ф. Філідору.
За шаховий автомат грали такі шахісти як Йоганн Альґаєр, У. Льюіс, А. Александер, Ж. Муре, Ісидор Ґунсберґ та інші. Про  великі здібності та майстерність цих гравців є свідчення, що із 300 партій, які вони зіграли, програли тільки 6.
1804 р.після смерті Кемпелена турка-шахіста купив імпресаріо Малзел.
1809 р. - відома одна з партій, яку шаховий автомат (Й. Альґаєр) грав проти Наполеона:
Наполеон Бонапарт — Шаховий Автомат (Й. Альгайер) (Шенбрунн, 1809)
1. e2—e4 e7—e5 2. Qd1—f3 Nb8—c6 3. Bf1—c4 Ng8—f6 4. Ng1—e2 Bf8—c5 5. a2—a3 d7—d6 6. 0—0 Bc8—g4 7. Qf3—d3 Nf6—h5 8. h2—h3 Bg4xe2 9. Qd3xe2 Nh5—f4 10. Qe2—e1 Nc6—d4 11. Bc4—d3 Nd4—f3+ 12. Kg1—h1 Qd8—h4 та чорні виграли
1826 р.- Мелзел повіз шаховий автомат до Нью-Йорка. 
1840 р. - після смерті Мелзена у 1937р. шаховий автомат Кемпелена помістили в музей рідкісних речей  у Філадельфії.
1854 р. - автомат згорів під час пожару.
У 1850 році у Лондоні вийшла збірка з 50 партій, що були зіграні шаховим автоматом. у 1834 році один з шахістів, що грали за шаховий автомат — Ж. Муре розкрив секрет прихованого шахіста, опублікувавши статтю у паризькому журналі «Магазін піттореск». Інтерес до шахових автоматів знизився. Але незважаючи на це демонстрації шахових автоматів продовжувалися до кінця 19-го сторіччя.
Найвідоміші шахові автомати:
- «Механічний Турок» (1769—1854), конструктор: В. Кемпелен.
- «Шахіст» (1798), конструктор: Моросі.
- «Баварський хлопчик» (1820), конструктор А. Байер.
- «Шаховий гравець» (1827), конструктор У. Вокер.
- «Аджиб» (1885—1900), конструктор Ч. Хупер.
- «Мефісто» (1876—1889), конструктор Ч. Гюмпель.